# Juan Carlos Sáez
Juan Carlos Sáez (* 5. August 1991 in Santiago de Chile) ist ein ehemaliger chilenischer Tennisspieler.

## Karriere
Juan Carlos Sáez spielt hauptsächlich auf der ATP Challenger Tour und der ITF Future Tour. Er feierte fünf Einzel- und 14 Doppelsiege auf der Future Tour. Seinen ersten Auftritt auf der ATP World Tour hatte er zusammen mit Gonzalo Lama im Doppel bei den Royal Guard Open Chile in Viña del Mar im Februar 2014. Dort verloren sie ihre Erstrundenpartie gegen Daniele Bracciali und Potito Starace im Match-Tie-Break. Im August 2019 wurde bekannt, dass der Weltverband Sáez wegen Spielmanipulation für acht Jahre gesperrt hat.
2015 debütierte Juan Carlos Sáez für die chilenische Davis-Cup-Mannschaft.